# 25584 Zhangnelson
25584 Zhangnelson (tên chỉ định: 1999 XO221) là một tiểu hành tinh vành đai chính. Nó được phát hiện bởi dự án Nghiên cứu tiểu hành tinh gần Trái Đất Lincoln ở Socorro, New Mexico, ngày 15 tháng 12 năm 1999. Nó được đặt theo tên Nelson Zhang, a Chinese high school student whose computer science project won second place ở the 2009 Giải thưởng Khoa học và Kỹ thuật Intel.